# Hydnophytum
Hydnophytum är ett släkte av måreväxter. Hydnophytum ingår i familjen måreväxter.

## Dottertaxa tillHydnophytum, i alfabetisk ordning[1]
- Hydnophytum agatifolium
- Hydnophytum albense
- Hydnophytum albertisii
- Hydnophytum alboviride
- Hydnophytum amboinense
- Hydnophytum amplifolium
- Hydnophytum andamanense
- Hydnophytum angustifolium
- Hydnophytum archboldianum
- Hydnophytum borneanum
- Hydnophytum brachycladum
- Hydnophytum bracteatum
- Hydnophytum brassii
- Hydnophytum buxifolium
- Hydnophytum camporum
- Hydnophytum capitatum
- Hydnophytum confertifolium
- Hydnophytum contortum
- Hydnophytum cordifolium
- Hydnophytum coriaceum
- Hydnophytum costatum
- Hydnophytum crassicaule
- Hydnophytum crassifolium
- Hydnophytum cuneatum
- Hydnophytum decipiens
- Hydnophytum dipteropodum
- Hydnophytum dolichophyllum
- Hydnophytum ellipticum
- Hydnophytum ferrugineum
- Hydnophytum forbesii
- Hydnophytum formicarum
- Hydnophytum grandiflorum
- Hydnophytum grandifolium
- Hydnophytum guppyanum
- Hydnophytum hahlii
- Hydnophytum hellwigii
- Hydnophytum heterophyllum
- Hydnophytum inerme
- Hydnophytum intermedium
- Hydnophytum kajewskii
- Hydnophytum kejense
- Hydnophytum kelelense
- Hydnophytum kochii
- Hydnophytum lanceolatum
- Hydnophytum laurifolium
- Hydnophytum lauterbachii
- Hydnophytum ledermannii
- Hydnophytum leytense
- Hydnophytum linearifolium
- Hydnophytum longiflorum
- Hydnophytum longipes
- Hydnophytum longistylum
- Hydnophytum loranthifolium
- Hydnophytum lucidulum
- Hydnophytum macrophyllum
- Hydnophytum magnifolium
- Hydnophytum membranaceum
- Hydnophytum microphyllum
- Hydnophytum mindanaense
- Hydnophytum mindorense
- Hydnophytum montis-kani
- Hydnophytum moseleyanum
- Hydnophytum myrtifolium
- Hydnophytum nigrescens
- Hydnophytum nitidum
- Hydnophytum normale
- Hydnophytum oblongum
- Hydnophytum orbiculatum
- Hydnophytum ovatum
- Hydnophytum papuanum
- Hydnophytum parvifolium
- Hydnophytum petiolatum
- Hydnophytum philippinense
- Hydnophytum punamense
- Hydnophytum radicans
- Hydnophytum ramispinum
- Hydnophytum robustum
- Hydnophytum selebicum
- Hydnophytum simplex
- Hydnophytum spathulatum
- Hydnophytum stenophyllum
- Hydnophytum stewartii
- Hydnophytum subfalcifolium
- Hydnophytum subnormale
- Hydnophytum subrotundum
- Hydnophytum subsessile
- Hydnophytum sumatranum
- Hydnophytum tetrapterum
- Hydnophytum tortuosum
- Hydnophytum vaccinifolium
- Hydnophytum wilkinsonii
- Hydnophytum virgatum
- Hydnophytum vitis-idaea
- Hydnophytum zippelianum